# 特遣隊及檢控組
特遣隊及檢控組（英文：Immigration Task Force and Prosecution Division）於1994年成立，隸屬於香港入境事務處遣送審理及訴訟部。

## 歷史
2011年1月至11月，檢控組檢控個案達到5,947宗，當中逾2,900宗為違反逗留條件案件，其次逾1,125宗為非法勞工案件；檢控組每日平均檢控約20至30宗案件。

## 組織
特遣隊及檢控組的主要責任由調查至拘捕，及最終於法院檢控疑犯。

### 特遣隊
負責行動策劃、蒐證、認人、拘捕疑犯及盤問。
由1名總入境事務主任領導，分為10小隊，共有101名便衣人員。
為了保護低調，人員只會在進行特別行動時，才穿著軍裝，往往在宣佈行動後30分鐘內，完成行動。

### 檢控組
負責處理香港裁判法院案件，若然案件需要轉交區域法院或者上級法院處理，則會轉交由律政司處理。由名總入境事務主任領導，共有18名主任級和8名員佐級人員，均接受過由律政司提供為期6週的訓練。

## 特色
由於《香港法例》規定不得執法部門扣留疑犯逾48小時，故此由拘捕至起訴，只有兩日時間。特遣隊及檢控組必須合作無間，先由特遣隊處理前期事務，再轉交由檢控組負責後期事務。
由於特遣隊及檢控組所處理的案件涉及人事登記及出入境紀錄等敏感資料，故此甫成立就獲得刑事檢控專員賦予權力，於香港裁判法院的檢控事務，為香港唯一一個毋須律政司代為檢控事務的執法機構單位。

## 設施
- 認人室，於2011年12月曝光。
- 錄影及錄音會見室，4間，於2011年12月曝光[7]。

## 裝備

### 防暴裝備
- 防彈衣
- 防火手套
- 手銬
- 滅火筒

### 武器
- 胡椒噴霧
- 伸縮警棍

### 急救
- 擔架